# Loculla
Loculla es un género de arañas araneomorfas de la familia Lycosidae. Se encuentra en África subsahariana y Oriente Medio.

## Lista de especies
Según The World Spider Catalog 12.0:
- Loculla austrocaspia Roewer, 1955
- Loculla massaica Roewer, 1960
- Loculla rauca Simon, 1910
- Loculla senzea Roewer, 1960